# ARA Veinticinco de Mayo (V-2)
La portaerei ARA Veinticinco de Mayo (V-2), di fabbricazione britannica, è stata un'unità navale risalente alla seconda guerra mondiale che ha servito nella Royal Navy e successivamente nelle Marine di Paesi Bassi e Argentina.

## HMS Venerable (R63)

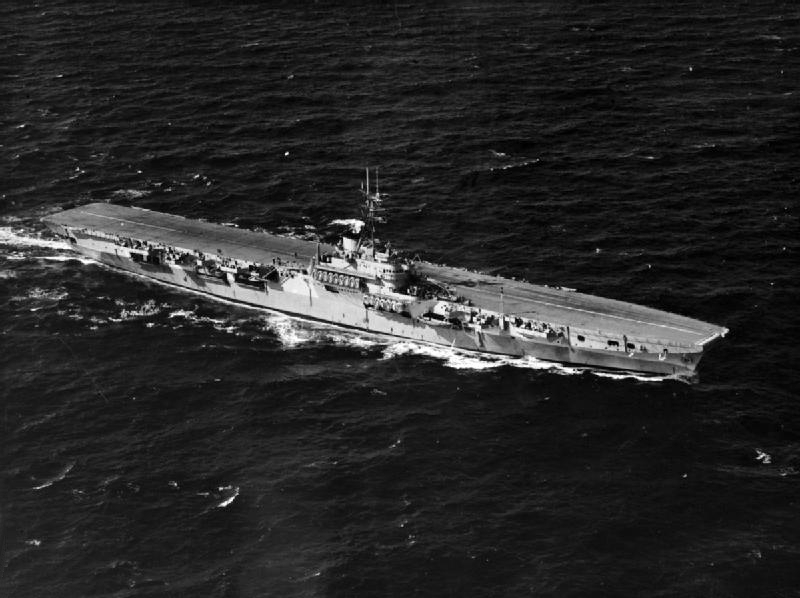
La portaerei Venerable in navigazione

La sua costruzione, che avvenne nel cantiere navale Cammell Laird di Birkenhead iniziò il 3 dicembre 1942. La nave venne varata il 30 dicembre 1943 e apparteneva alla Classe Colossus, portaerei leggere costruite dai britannici nella parte finale del conflitto.
La nave, battezzata HMS Venerable (R 63), entrò in servizio il 17 gennaio 1945 e venne assegnata alla Flotta del Pacifico, inviata in Estremo Oriente ed inquadrata nell'11º Squadrone insieme alle gemelle HMS Colossus, HMS Glory e HMS Vengeance. Ciascuna portaerei imbarcava circa quaranta velivoli tra caccia F4U Corsair e bombardieri in picchiata/aerosiluranti Fairey Barracuda.
La HMS Venerable non prese parte ad azioni rilevanti essendo ormai il conflitto alla fine. Nell'agosto 1945 partecipò alla riconquista di Hong Kong che nel 1941 era stata occupata dai giapponesi e dopo la guerra effettuò dei viaggi in India e Australia per il rimpatrio dei prigionieri di guerra.
Alla fine del conflitto dopo il rientro nel Regno Unito il 30 marzo 1947 la HMS Venerable andò in disarmo e il 1º aprile 1948 venne acquistata dai Paesi Bassi e ribattezzata Hr. Ms. Karel Doorman (R 81), andando a sostituire una portaerei scorta con lo stesso nome che gli olandesi restituivano agli inglesi, da cui l'avevano acquistata nel 1946.

## Hr. Ms. Karel Doorman (R81)
L'entrata in servizio nella Marina Reale dei Paesi Bassi avvenne il 28 maggio 1949 e alla fine dello stesso anno la nave entrò in bacino per alcuni lavori di revisione generale, al termine dei quali, il 2 gennaio 1950, partì per un viaggio alle Antille olandesi ospitando a bordo il Principe Bernardo rientrando nei Paesi Bassi il 4 maggio successivo.

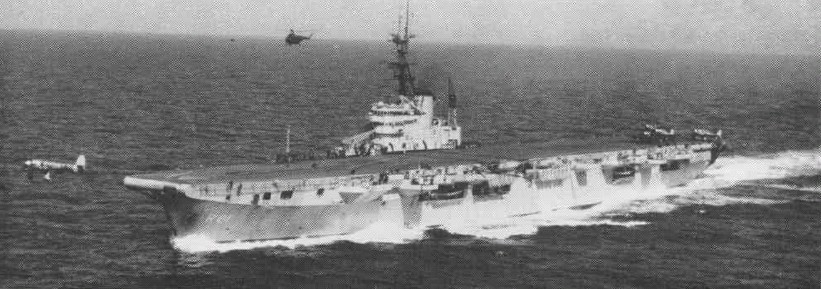
Decollo di un Hawker Sea Fury a metà degli anni cinquanta

Nel 1954 nel corso di una crociera di rappresentanza in Nord America la Karel Doorman visitò Montréal in Canada.
Il gruppo aereo imbarcato venne inizialmente costituito da caccia Fairey Firefly e Hawker Sea Fury e ricognitori Supermarine Sea Otter, sostituiti nei compiti da ricognizione da elicotteri S-51.
Tra il 1955 e il 1958 la nave venne sottoposta nei cantieri Wilton-Fijenoord di Schiedam a grandi lavori che in gran parte ne avrebbero modificato l'aspetto. Nel corso dei lavori il ponte di volo che venne ricostruito con un'angolazione di 8°, con l'installazione di una catapulta per permettere il decollo e l'appontaggio degli aerei a reazione. La nave venne anche dotata di nuovi elevatori, di una nuova isola ed equipaggiata con moderne apparecchiature elettroniche.
L'armamento venne modificato con l'installazione di nuovi cannoni antiaerei Bofors da 40mm in sostituzione dei pom pom.
Dopo i lavori di ammodernamento il gruppo aereo imbarcato venne costituito da 14 aerosiluranti TBF Avenger, 10 caccia Sea Hawk e 2 elicotteri ASW S-58.
All'inizio del 1959 dopo i lavori effettuò una nuova crociera in America settentrionale, toccando negli Stati Uniti i porti di Newport nel Rhode Island e Fort Lauderdale in Florida e visitando nuovamente le Antille Olandesi.

### La crisi con l'Indonesia
La Karel Doorman prese parte all'inizio degli anni sessanta allo scontro militare con l'Indonesia in Nuova Guinea Occidentale.
Nell'agosto 1960 il presidente indonesiano Sukarno aveva rotto le relazioni diplomatiche con i Paesi Bassi a causa del processo di decolonizzazione della Nuova Guinea Olandese (Papua Occidentale), regione che l'Indonesia voleva annettersi. Dopo che Papua Occidentale dichiarò la propria indipendenza dai Paesi Bassi il 1º dicembre 1961, Sukarno ordinò delle incursioni nella Nuova Guinea Occidentale (Operazione Trikora), denominata dagli indonesiani Irian Occidentale. La portaerei Karel Doorman venne inviata in zona insieme a due cacciatorpediniere e una petroliera modificata a scopi militari. Durante il percorso per raggiungere la zona delle operazioni, le navi olandesi per evitare possibili problemi con l'Egitto, alleato dell'Indonesia, anziché attraversare il Canale di Suez, effettuarono la circumnavigazione dell'Africa. La portaerei, giunta nel porto australiano di Fremantle, imbarcò dodici Hawker Hunter in aggiunta al suo gruppo aereo per rafforzare le forze locali e raggiunse successivamente la Nuova Guinea.
La crisi toccò il punto più acuto il 15 gennaio 1962, quando nel Mar degli Alfuri tre motovedette indonesiane di fabbricazione tedesca vennero intercettate dai cacciatorpediniere olandesi e da aerei Lockheed P2V Neptune e Fairey Firefly della Marina Olandese ed una delle motovedette affondata dagli aerei olandesi. L'Unione Sovietica, alleata dell'Indonesia condannò l'azione olandese e inviò in zona dodici sottomarini, ufficialmente sotto bandiera indonesiana, pronti ad affondare qualsiasi nave si fosse avvicinata alla Nuova Guinea Occidentale.
Gli indonesiani progettarono di affondare la portaerei con i Tupolev Tu-16 armati di missili AS-1 Kennel che i sovietici avevano loro forniti, ma intanto gli olandesi, desiderosi di non aggravare ulteriormente il conflitto e di trovare una soluzione pacifica dal 5 agosto 1962 decisero di trasferire temporaneamente l'amministrazione della regione alle Nazioni Unite.
La portaerei dovette anche rinunciare alla visita a Yokohama, prevista per la celebrazione del 350º anniversario dello stabilimento di relazioni diplomatiche nippo-olandesi: a causa delle proteste locali e a quelle del governo indonesiano il governo giapponese fu costretto a ritirare l'invito.

### Il disarmo
Nel 1964, a seguito della fine del colonialismo olandese, del diverso compito attribuito in sede NATO alla Marina Reale dei Paesi Bassi in seno alla NATO e delle enormi spese di manutenzione della portaerei, venne prevista la sua messa in disarmo all'inizio degli anni settanta, in coincidenza dell'entrata in servizio di nuovi aerei da pattugliamento marittimo a lungo raggio Breguet Atlantic e con l'entrata in servizio delle fregate antisommergibili tipo Leander della Classe Van Speijk equipaggiate con elicotteri ASW Westland Wasp, ma l'incendio di una caldaia avvenuto il 26 aprile 1968 e i relativi alti costi di riparazione, considerata la breve vita operativa che la nave avrebbe avuto al termine delle riparazioni, ne affrettarono il ritiro dal servizio attivo.

## ARA Veinticinco de Mayo (V-2)
Dismessa dalla marina olandese, fu acquistata il 16 settembre 1968 dall'Argentina per sostituire un'altra portaerei della Classe Colossus, l'ARA Independencia (V-1) che gli argentini avevano acquistato dagli inglesi nel 1958. Prima di essere consegnata agli argentini la nave venne sottoposta a lavori di revisione generale e di riparazione, terminati il 22 agosto 1969, nel corso dei quali la caldaia che si era incendiata venne sostituita con una caldaia di una portaerei inglese della Classe Majestic, varata e non completata a causa della fine del secondo conflitto mondiale. Le riparazioni vennero effettuate sotto la supervisione di un ridotto equipaggio argentino che il 10 ottobre si insediò a bordo della nave al comando del Capitano di Vascello Tirso Arnulfo Brizuela.
La nave era stata consegnata ufficialmente all'Argentina mentre era ancora in cantiere, il 12 marzo precedente, quando il Pabellón nacional venne issato per la prima volta a bordo dell'unità che venne ribattezzata Veinticinco de Mayo in ricordo della data del 25 maggio 1810 giorno della proclamazione delle Province Unite del Río de la Plata.
Il 3 settembre la portaerei partì per l'Argentina dove giunse il successivo 27 settembre, entrando in Squadra il giorno successivo. Durante il viaggio di trasferimento dai Paesi Bassi all'Argentina, l'industria Hawker Siddeley fece una dimostrazione a bordo della portaerei dei suoi Harrier GR.1 per una possibile vendita alla Marina Argentina.
Dal 1970 la nave divenne ammiraglia della Marina Argentina.
Il gruppo aereo imbarcato era inizialmente composto da F9F Panther e da F9F Cougar presto sostituiti da A-4Q Skyhawk, affiancati da S-2 Tracker e da elicotteri Sea King. Il 10 gennaio 1972 la portaerei partì per gli Stati Uniti giungendo a New York il 28 dello stesso mese, dove vennero imbarcati sedici A-4B Skyhawk armati con missili Sidewinder, modificati per le esigenze degli argentini e denominati A-4Q Skyhawk.
L'elettronica della nave è stata più volte cambiata in varie occasioni ed in linea di massima era costituita da radar di ricerca aerea DA-08, LW-01 e LW-02, un radar ricerca ed inseguimento bersaglio DA-02, un radar di navigazione/ricerca di superficie ZW-01, diversi apparati ECM ed un sistema Datalink con ripetitore radar dei cacciatorpediniere Type 42 ARA Hercules (D-1) e ARA Santísima Trinidad (D-2) e per le esigenze di queste elettroniche la nave era dotata di un turbogeneratore di 220Vcc, 500kW 2.200Amp abbinato a due generatori diesel ausiliari di 200 kW ciascuno ed un turboalternatore da 440 kW trifasico, 60Hz e 450 kW convertitore CC/AC per le emergenze.
Alla fine del 1978, quando il Conflitto del Beagle sembrava dovesse sfociare in una guerra tra l'Argentina e il Cile, la nave venne inviata in zona alla testa della Squadra Navale Argentina. L'opportuno intervento di Papa Giovanni Paolo II evitò che la crisi degenerasse in un vero e proprio conflitto armato.

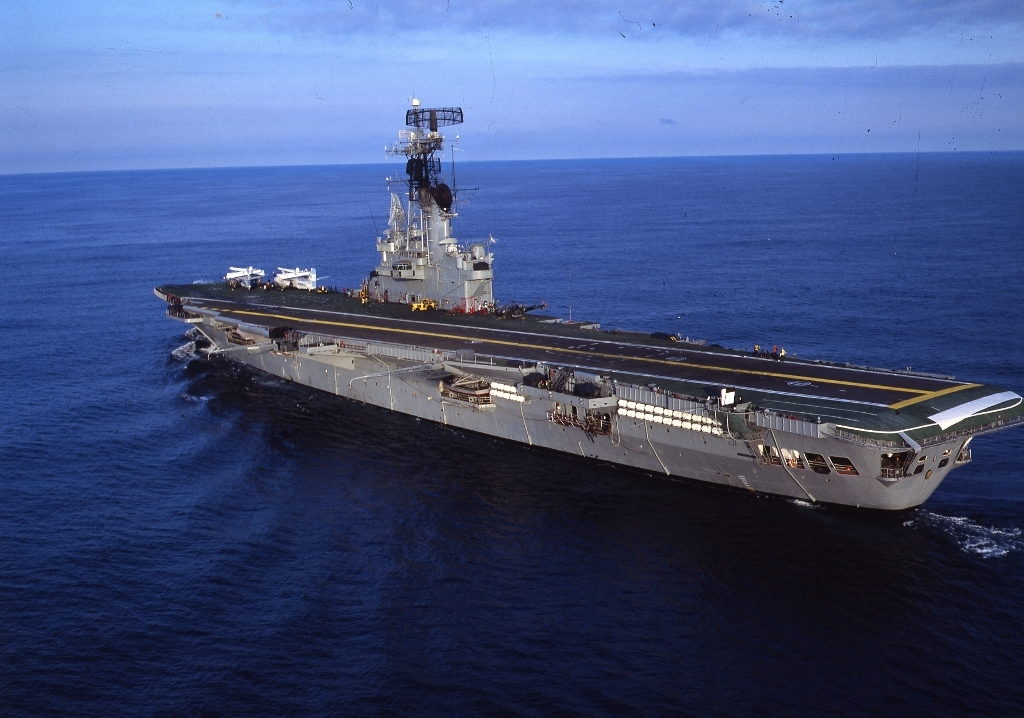
Veinticinco de Mayo, 1978-1980

Tra il 1980 e il 1981 la nave venne sottoposta a lavori di ammodernamento ed in previsione dell'acquisto dei velivoli francesi Dassault Super Étendard venne rinforzato il ponte di volo e venne aggiunto spazio per un maggior numero di aerei. Allo scoppio del conflitto con gli inglesi per le Falkland i nuovi aerei non erano ancora operativi per cui il GAE (Gruppo Aereo Imbarcato) era costituito da otto Skyhawk, sei Grumman Tracker e quattro Sea King.
All'inizio della guerra delle Falkland il 2 aprile 1982 partecipò attivamente all'invasione delle isole coprendo con i suoi velivoli del suo Gruppo Aereo Imbarcato del Comando Aviación Naval le operazioni di sbarco. All'inizio di maggio stava preparando un attacco alla flotta britannica con i suoi Douglas A-4Q, guidati dai Grumman S-2 Tracker, che avevano avvistato le navi inglesi, ma a causa del maltempo gli aerei furono costretti a rinunciare all'azione e dopo l'affondamento, avvenuto il 2 maggio, da parte di un sottomarino britannico dell'incrociatore Belgrano che insieme alla Veinticinco de Mayo stava effettuando una manovra a tenaglia sulla squadra britannica, la portaerei venne richiamata in porto nel timore che venisse affondata dalle unità subacquee inglesi e non venne più utilizzata per il resto della guerra, con il suo Gruppo Aereo che venne fatto decollare dalle basi terrestri.
Al termine del conflitto nel 1983 vennero imbarcati i Super Étendard e il GAE poteva contare Super Étendard, Douglas A-4Q Skyhawk, Grumman S-2 Tracker, elicotteri Sea King ed almeno un elicottero Alouette per operazioni di ricerca e salvataggio.
Alla fine degli anni ottanta la nave era in condizioni piuttosto fatiscenti e nel 1988 venne programmato un ambizioso piano di ammodernamento che prevedeva la sostituzione dell'apparato motore e il rinnovo dell'elettronica di bordo, ma tale progetto non venne realizzato a causa della crisi economica che colpì l'Argentina nella seconda metà del 1989 e nel 1990 la nave venne ritirata dal servizio attivo.
Nel corso degli anni novanta venne cannibalizzata per fornire parti di ricanbio alla NAeL Minas Gerais, una portaerei gemella della Classe Colossus che operava nella Marinha do Brasil, come ad esempio la potente catapulta che permise ai brasiliani di potere fare operare a bordo della loro portaerei i Douglas A-4KW che i brasiliani acquistarono dal Kuwait il 30 aprile 1998.
La Veinticinco de Mayo venne radiata il 1º febbraio 1997 e nel 1999 demolita ad Alang in India.